# CODB
CODB (ang. column-oriented DBMS) – kolumnowy system zarządzania bazą danych. W przeciwieństwie do tradycyjnych systemów bazodanowych (RDBMS) gdzie dane składowane są poziomo czyli wierszami, w CODB dane przechowywane są pionowo – kolumnami.
Weźmy na przykład tabelę customer z dużej firmy ubezpieczeniowej. Przyjmijmy, że tabela ma 2 miliony wierszy, każdy z nich zajmuje 800 bajtów. Chcemy wiedzieć ile jest nieubezpieczonych mężczyzn w województwie mazowieckim.
```
 
select
 
count
(
*
)
 
from
 
customer
 
where
 
plec
 
=
 
'M'
 
and
 
woj
 
=
 
'MAZ'
 
and
 
ubezp
 
=
 
'N'
.

```

W tradycyjnej relacyjnej bazie danych wygląda to tak.
| ... | Plec | ... | Woj | ... | Ubezp |
| --- | ---- | --- | --- | --- | ----- |
| →   | K    | →   | MAZ | →   | T     |
| →   | M    | →   | SLA | →   | T     |
| →   | K    | →   | LUB | →   | N     |
| →   | M    | →   | MAZ | →   | T     |
| →   | K    | →   | LUB | →   | T     |

Wymaga to przeglądania wszystkich danych dla każdego wiersza (o ile nie ma indeksów). Liczba operacji wejścia/wyjścia wynosi
{\displaystyle {\frac {2M~wierszy\times 800b}{16Kb~strona}}\approx 100~000~we/wy.}
Podczas gdy w systemie CODB odczytujemy tylko trzy interesujące nas kolumny. Przy tym zapytanie SQL wygląda identycznie.
| Płeć | Woj   | Ubezp |
| ---- | ----- | ----- |
| K ↓  | MAZ ↓ | T ↓   |
| M ↓  | SLA ↓ | T ↓   |
| K ↓  | LUB ↓ | N ↓   |
| M ↓  | MAZ ↓ | T ↓   |
| K ↓  | LUB ↓ | T ↓   |

Interesujące nas kolumny mają długości odpowiednio: 1, 3 i 1. Liczba operacji wejścia/wyjścia wynosi w tym przypadku
{\displaystyle {\frac {2M~wierszy\times (1+3+1)b}{16Kb~strona}}\approx 500~we/wy.}
Im więcej wierszy w tabeli tym większy zysk. Systemy typu CODB są zaprojektowane do celów raportowych i analitycznych (Systemy DSS) w przetwarzaniu ogromnych ilości danych. Stosowane są najczęściej do implementacji hurtowni danych. Nie nadają się do przetwarzania transakcji (Systemy OLTP).
Liderem w tej kategorii jest SAP ze swoją bazą SAP IQ. Inni producenci to Vertica, ParAccel and GreenPlum.